# Stomacoccus platani
Stomacoccus platani är en insektsart som beskrevs av Ferris 1917. Stomacoccus platani ingår i släktet Stomacoccus och familjen pärlsköldlöss. Inga underarter finns listade i Catalogue of Life.